# Маріус (Місяць)

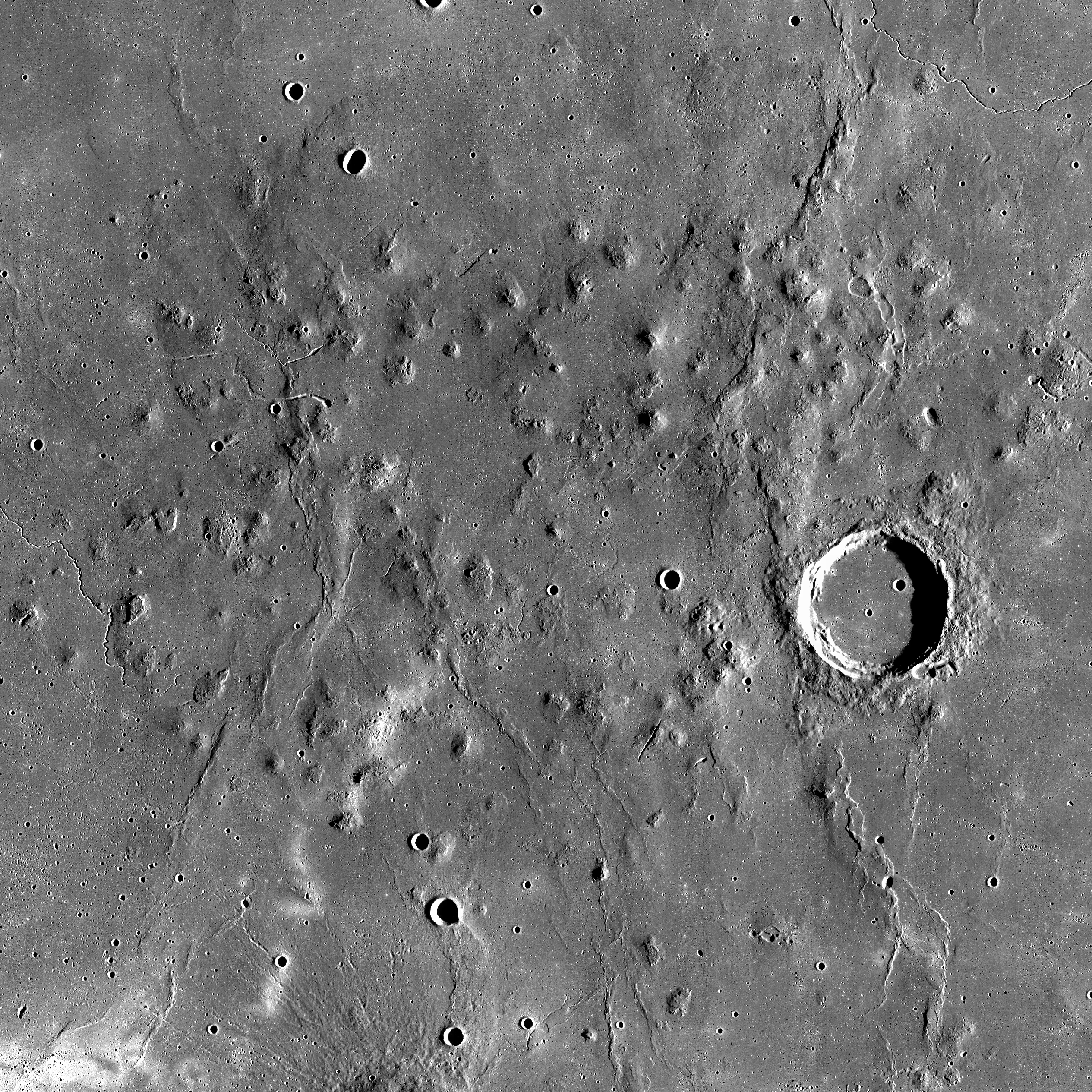
Вид зверху пагорбів Маріус, зроблений орбітальним апаратом Lunar Reconnaissance Orbiter.

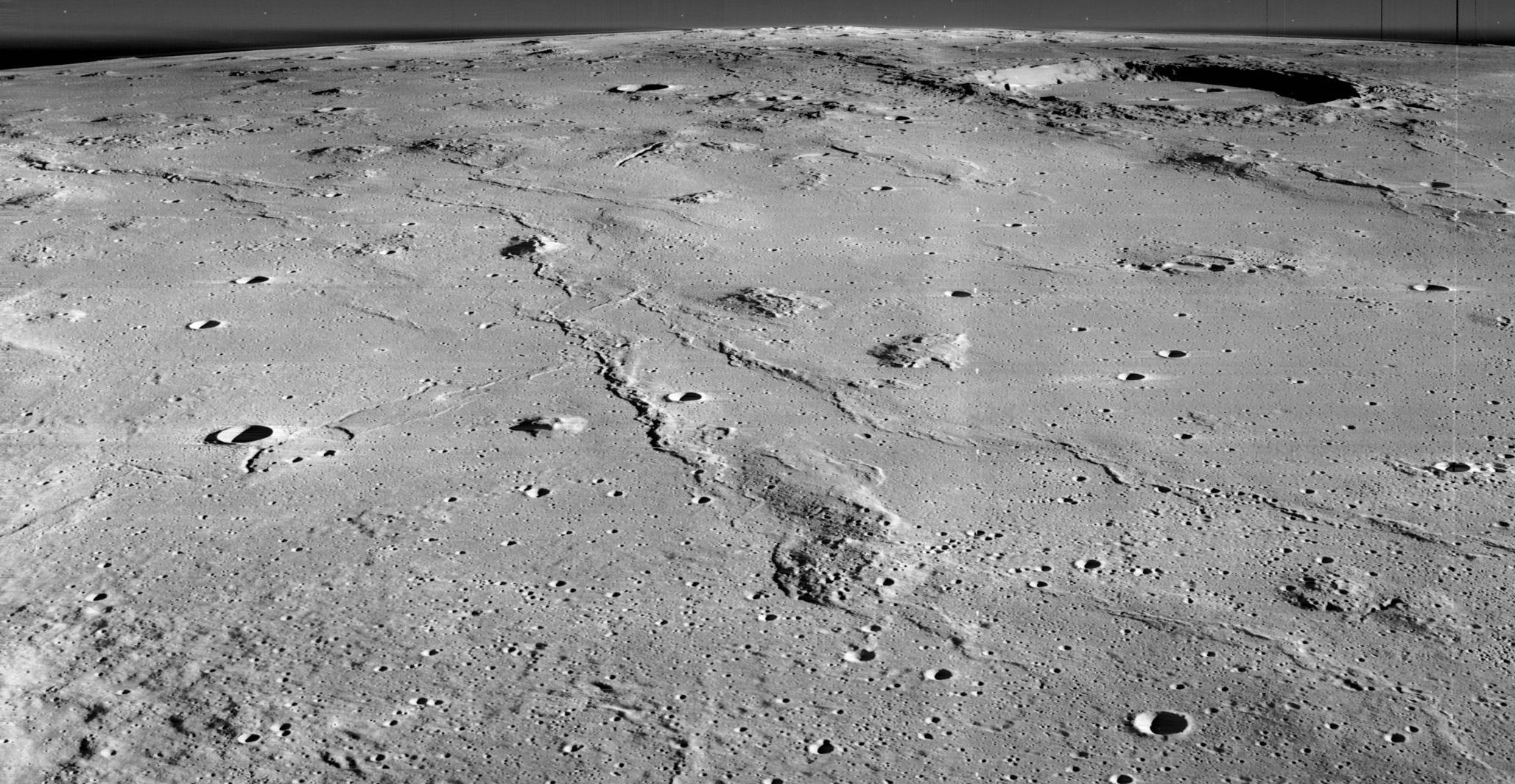
Косий вид на східну частину пагорбів Маріус і кратер Маріус (кратер) (угорі праворуч) з Lunar Orbiter 2

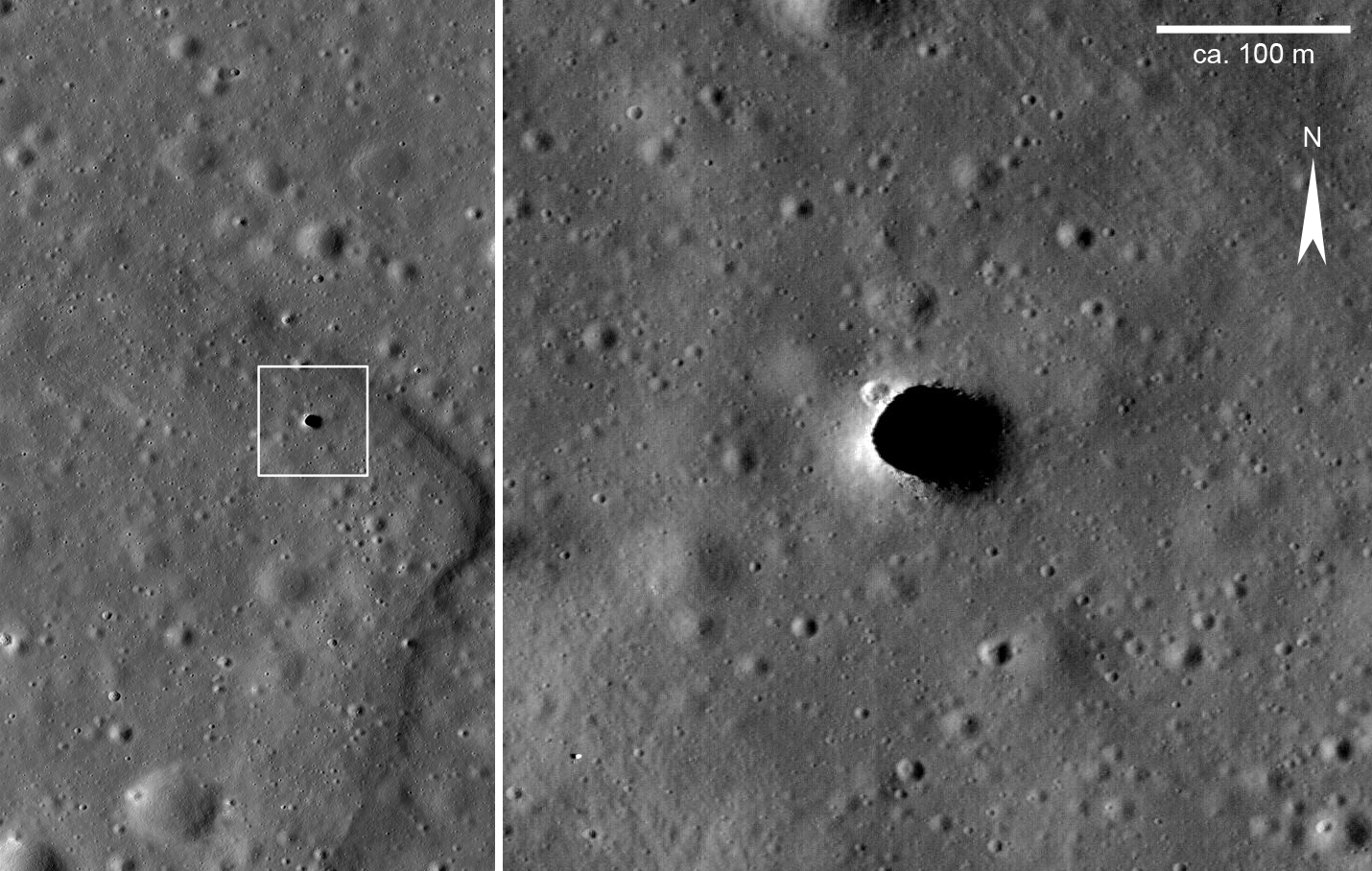
«Отвір» на пагорбах Маріус

Пагорби Маріус — це набір вулканічних куполів, розташованих в Океані Бур на Місяці. Вважається, що куполи утворилися з більш в'язких лав, ніж ті, які утворили місячні моря. У середньому висота таких куполів приблизно 200—500 м. Пагорби Маріус отримали свою назву від сусіднього кратера Маріус. Ці пагорби являють собою найбільшу концентрацію вулканічних елементів на Місяці.

## Географія і геологія
Для пагорбів Маріус характерна велика кількість куполів, конусів, вулканічних борозен і каналів. Lunar Reconnaissance Orbiter сфотографував яму, яка могла бути просвітом у лавовому тунелі, що вказує на те, що частина його даху обвалилася, як це часто трапляється після того, як лавові тунелі перестають бути активними.

### Куполи
Дані Lunar Reconnaissance Orbiter були використані для ідентифікації двох різних типів куполів серед пагорбів Маріус: (1) великі куполи неправильної форми та (2) менші куполи з крутими сторонами та діаметром приблизно 1—2 км. Інша особливість поверхні, можливо, пірокластична або переважно вулканічна за складом, має приблизно круглу форму та круті боки. Показано, що яскраві валуни з високим альбедо характерні для потоків лави на пагорбах Маріус. Це свідчить про те, що ці особливості сформувала блокова лава з високим вмістом кремнезему. Ця гіпотеза, однак, не підтверджується даними, отриманими з місячного апарату Клементина. Аналіз нижнього альбедо або валунів з меншою відбивною здатністю свідчить про те, що багато куполів у цьому районі можуть містити два шари матеріалу: (1) верхній шар тонкого темного матеріалу, що покриває (2) шар товстого яскравого матеріалу.

### «Отвір» пагорбів Маріус
Отвір, який вперше виявила японська місія SELENE, а потім зняла Lunar Reconnaissance Orbiter, була предметом багатьох досліджень і спекуляцій. Існує ймовірність, що ця особливість може бути просвітом у лавовому тунелі. Глибина цього отвору оцінюється в межах від 80 до 88 м, а його ширина оцінюється в кілька сотень метрів. Додаткові патерни відлуння радіолокаційного випромінювання, що вказують на непошкоджені лавові тунелі, були знайдені в кількох інших місцях навколо пагорбів Маріус, які відповідають областям дефіциту маси в даних GRAIL.

## Дослідження

### Програма Аполлон

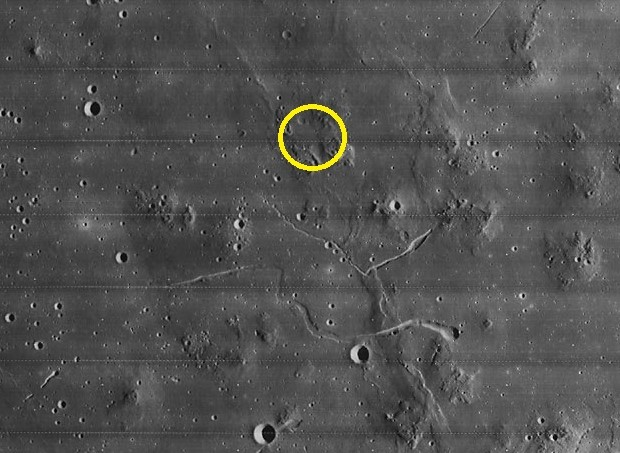
Bellcom/USGS запропонували місце посадки на північний захід від кратера Маріус (не показано) і на північ від двох видатних безіменних борозен у регіоні. Ця фотографія є збільшеною частиною фотографії регіону, зробленої Lunar Orbiter 4.

Свого часу регіон пагорбів Маріус вважався можливим місцем посадки місії на Місяць під час американської програми «Аполлон» (згодом став альтернативним місцем для «Аполлона-15»), з можливістю отримати уявлення про вулканічну історію Місяця з куполів.
Місце на північних пагорбах Маріус, розташоване в центрі п'ятикілометрового кола в неглибокій долині між чотирма куполами поблизу невеликої звивистої западини, було одним із дев'яти потенційних місць посадки Аполлона, які були детально вивчені в рамках звіту Bellcom 1968 року з описом геології цих дев'яти місць і потенційних планів місії. Зокрема, згідно з дослідженням Bellcom, це місце могло б дати можливість детально дослідити планетарні хребти, подібні до тих, що розташовані на дні земних океанів, і взяти зразки різноманітного матеріалу з надр Місяця, викинутого під час активного вулканічного минулого. Дослідження Bellcom посилалося на більш раннє дослідження 1968 року, підготовлене Геологічною службою Сполучених Штатів, у якому було викладено детальний план місії для запропонованого місця. Цей план передбачав чотири виходи з використанням місячного транспортного засобу та місячних літальних одиниць для підвищення мобільності під час відбору проб різних об'єктів у радіусі об'єкта.

### Потенційне людське поселення
Ймовірний лавовий тунель може забезпечити захист від радіації для майбутньої підземної місячної колонії. Однак незрозуміло, чи відкритий тунель, чи є він доступним. За допомогою дистанційного зондування було знайдено ще два місця на Місяці, в тому числі на зворотному боці у Морі Мрії. Ще більший, непошкоджений, але похований лавовий тунель, що оцінюється в 1,7 км завдовжки і 120 м в ширину був виявлений орбітальним апаратом Чандраян-1.